# Zagubione uczucia
Pour plus de détails, voir Fiche technique et Distribution.
Zagubione uczucia est un thriller psychologique polonais réalisé par Jerzy Zarzycki, sorti en 1957.
Le film est l'adaptation d'une nouvelle de Hanna Mortkowicz-Olczakowa intitulée Zośka qui décrit le destin d'une dirigeante syndicale de Nowa Huta qui, abandonnée par son mari, ne peut faire face à l'éducation de quatre enfants. Son aîné, Adam, 14 ans, aide sa mère à élever ses frères et sœurs et joue le rôle de père pour eux, ce qui le dépasse. Après une dispute avec sa mère, Adam se lie avec un groupe de voyous qui, une nuit, éjectent le conducteur d'un tramway de Nowa Huta et se précipitent vers Plac Centralny, à la grande horreur des passagers.
Après sa première le 21 octobre 1957, le film est censuré en raison de son portrait trop sombre de Nowa Huta (un projet de l'État communiste) et a été retiré des écrans après quelques jours. Malgré cela, il a reçu le prix de la sirène de Varsovie pour le meilleur film polonais de l'année.

## Fiche technique
- Titre : Zagubione uczucia
- Titre en anglais : Lost Feelings ou Lost Affections
- Réalisation : Jerzy Zarzycki
- Scénario : Hanna Mortkowicz-Olczakowa, Jerzy Andrzejewski, Jerzy Zarzycki et Julian Dziedzina
- Musique : Stanisław Wisłocki
- Son : Stanisław Piotrowski
- Photographie : Antoni Wójtowicz
- Montage : Janina Niedźwiecka
- Pays :  Pologne
- Genre : Thriller psychologique
- Durée : 75 minutes
- Date de sortie :
  - Pologne : 21 octobre 1957

## Distribution
- Maria Klejdysz : Zofia Stańczakowa
- Andrzej Jurczak : Adam Stańczak, fils de Zofia
- Władysław Woźnik : Kazimierz Gołębiowski, voisin de Zofia
- Ewa Stojowska : voisine de Zofia avec un réveil cassé
- Wiktor Nanowski : Stańczak, ancien mari de Zofia (rôle doublé par Emil Karewicz)
- Wiktor Sadecki : Józef Kowalski, collègue de travail de Zofia
- Elżbieta Kalinowska : Maria Gołębiowska, voisine de Zofia
- Marian Jastrzębski : motoriste
- Kazimierz Witkiewicz : journaliste
- Józef Pieracki : directeur d'école
- Andrzej Zamięcki : Staszek Stańczak, fils de Zofia
- Jan Adamski : ouvrier amenant Adam à l'école
- Emir Buczacki : ivre dans un tramway
- Halina Buyno-Łoza : agent d'entretien de l'école
- Marian Cebulski : directeur dans une usine guidant un groupe de voyage étranger
- Adam Fiut : Maniek, chef de la bande
- Barbara Horawianka : enseignante de maternelle
- Henryka Jędrzejewska : commerçante
- Józef Morgała : ivre dans un tramway
- Jerzy Nowak : commerçant vendant des balles
- Franciszek Pieczka : un homme à la gare de Cracovie
- Wojciech Rajewski : contrôleur à la gare de Cracovie
- Irena Szymkiewicz : l'enseignante d'Adam